# Katadroom (plantenmorfologie)
Katadroom is een vertakkingswijze van de bladnerven van varens waarbij de eerste aftakking in elk segment telkens naar de basis van het blad is gericht. Het omgekeerde is het veel vaker voorkomende anadrome vertakkingswijze. Anadrome en katadrome vertakking vormen bruikbare taxonomische kenmerken.